# Тахара, Тосихико
Тосихико Тахара (яп. 田原 俊彦 Tahara Toshihiko, род. 28 февраля 1961) — японский певец-идол, сольный вокалист из проекта Johnny & Associates.
В 1980-х годах он записал на свой счёт серию синглов на высоких местах в Японии (в том числе на 1 месте).
В 1983 году за песню "Saraba... Natsu" (яп. さらば・・・夏) получил престижную премию Japan Music Award.

## Биография
Тосихико Тахара из Кофу, столицы префектуры Яманаси.

### 2012 — настоящее время
20 июня 2012 года, за день до 33-й годовщины своего дебюта, певец выпустил 68-й сингл «Mr. Big» (яп. Mr.BIG). Сингл дебютировал на 26 месте чарта компании «Орикон», ознаменовав «камбэк» певца (возвращение на высокий уровень), ведь в первую тридцатку он ни с синглами, ни с альбомами не попадал к тому времени уже 18 лет и 8 месяцев.
19 июня 2014 года у него вышел первый за 15 лет альбом с новым материалом. Тогда в 2014 году он отпраздновал уже 35-ю годовщину своего музыкального дебюта.

## Стиль
В 1980-е годы певец выделялся своими танцевальными навыками, которые он демонстрировал во время исполнения таких песен, как «Dakishimete Tonight» (яп. 抱きしめてTONIGHT) и «Kakkotsukanai ne» (яп. かっこつかないね)..

## Избранная дискография и фильмография
Ниже список «шедевральных работ» Тосихико Тахары, как он приведён на веб-сайте компании «Орикон».
- "Dakishimete Tonight" (яп. 抱きしめてTONIGHT) (сингл, 1988)
- Kyoshi Binbin Monogatari (яп. 教師びんびん物語) (телесериал, Fuji TV, 1988) — Тосихико Тахара в роли Рюносукэ Токугавы
- "Gomen yo Namida" (яп. ごめんよ涙) (сингл, 1989)

## Избранные награды
- 1983: Japan Music Award[англ.] — за песню «Saraba... Natsu» (яп. さらば・・・夏)[11][12]